# Sake

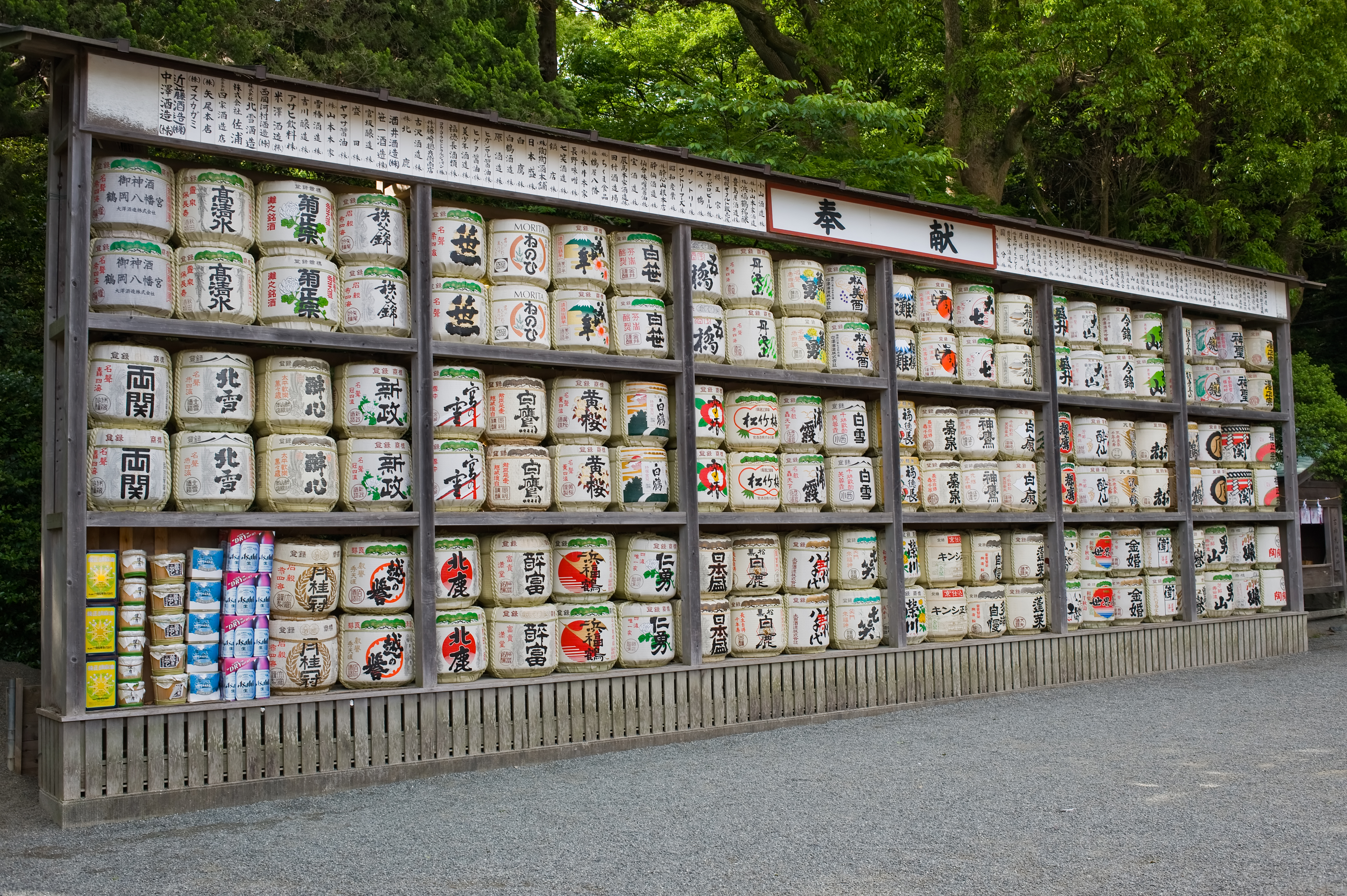
Butoaie de sake la templul şintoist Tsurugaoka Hachimangū.

Sake este o băutură alcoolică japoneză, făcută din orez (decorticat sau nedecorticat) fermentat.
În limba japoneză „sake” înseamnă băutură alcoolică în general, băutura alcoolică cunoscută în străinătate sub numele de „sake” se numește nihonshu (日本酒), ceea ce înseamnă „băutură alcoolică japoneză”.

## Calitate
„Sake” poate fi împărțit în futsū-shu (普通酒, sake obișnuit) și tokutei meishōshu (特定名称酒, sake special). Ultimul grup se împarte în 4 subgrupuri:
- Honjōzō-shu (本醸造酒), cu o uncie de alcool adăugată.
- Junmai-shu (純米酒), fără alcool adăugat și cu 40% din orez decorticat.
- Ginjō-shu (吟醸酒), fără alcool adăugat și cu 50% din orez decorticat.
- Daiginjō-shu (大吟醸酒), fără alcool adăugat și cu 60% din orez decorticat.

## Fotogalerie

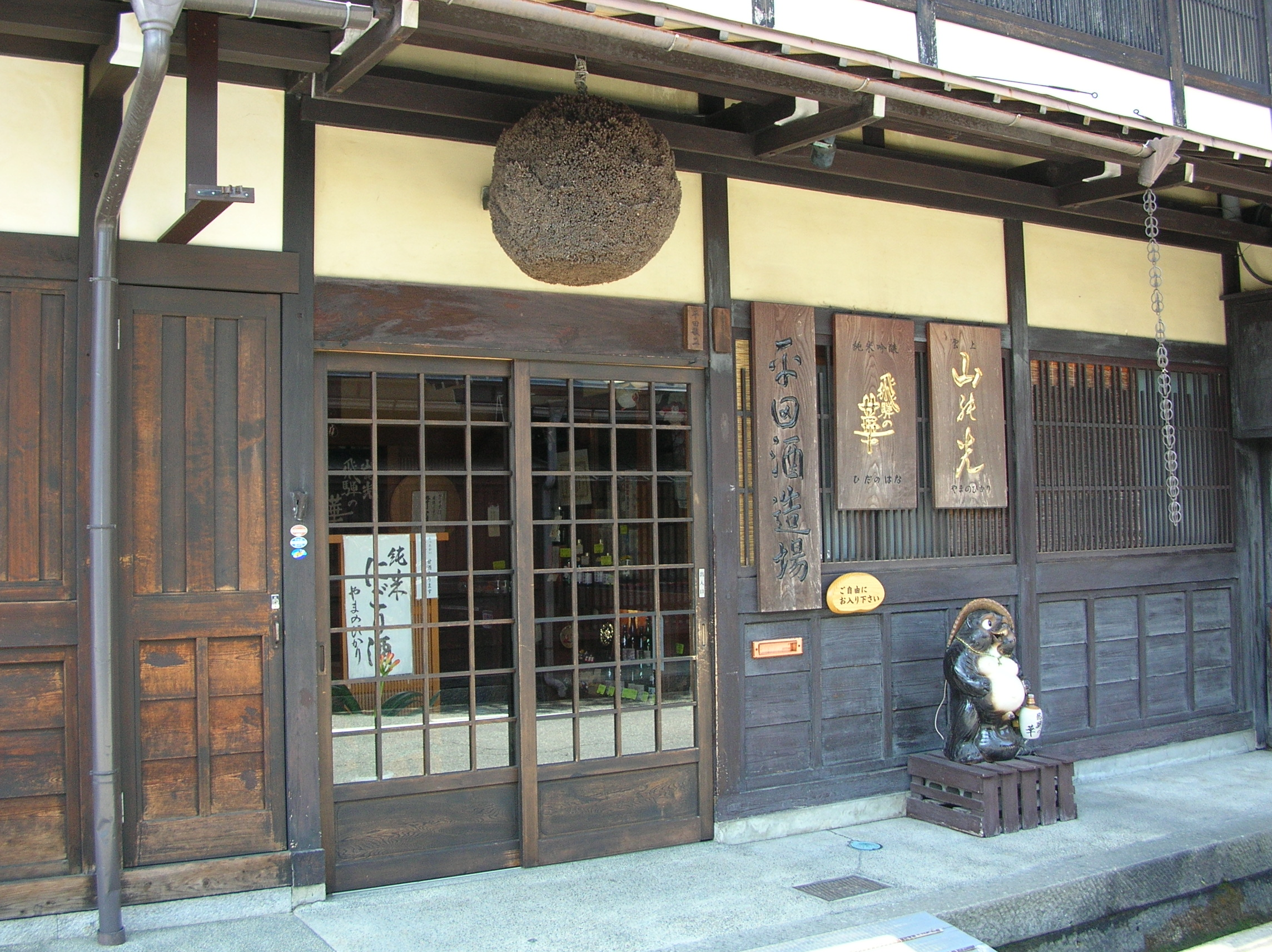
Fabrică de „sake”, la Takayama
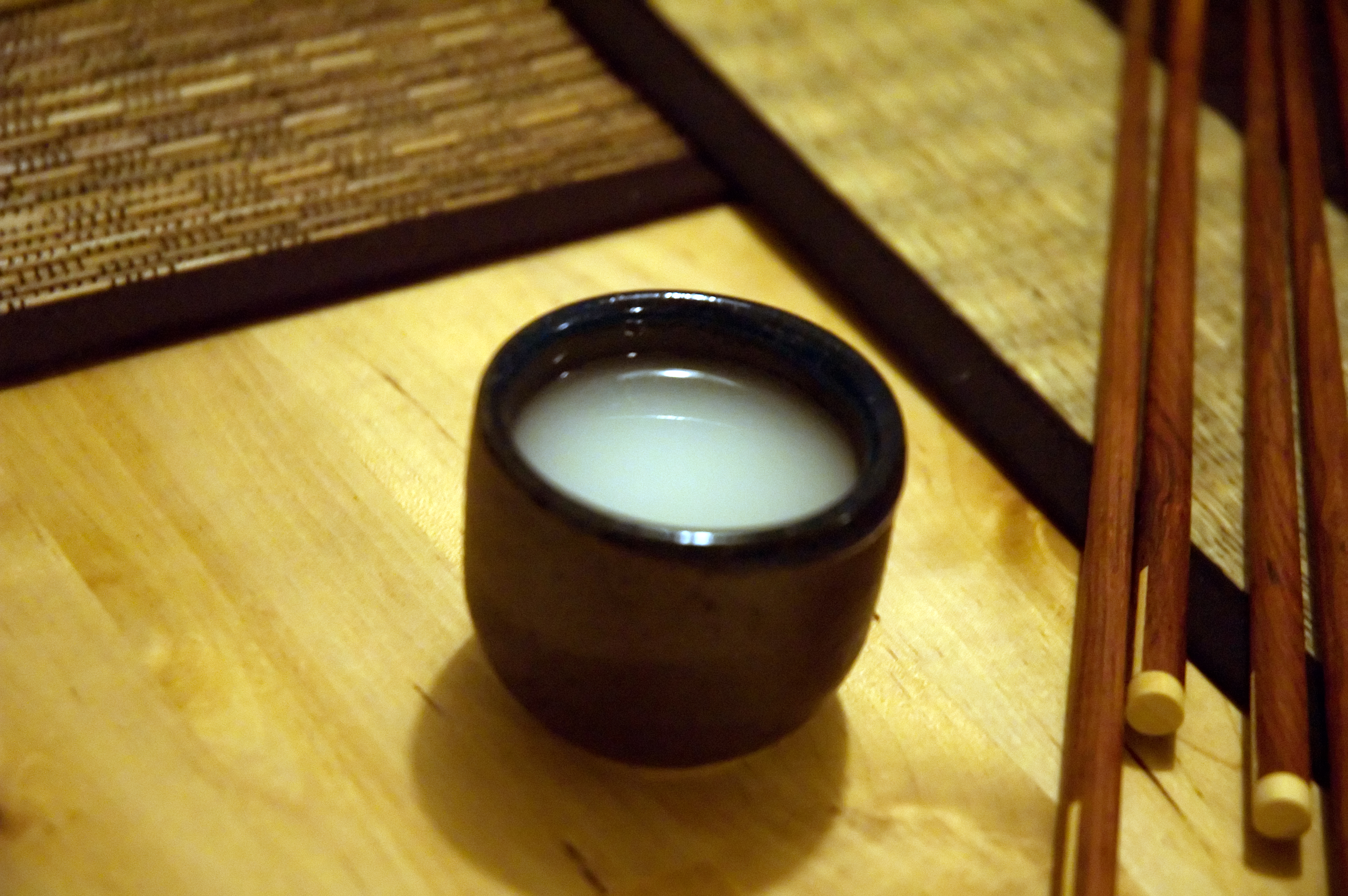
Nigorizake (sake nefiltrat)